# رفراف بسمارك
رفراف بسمارك (الاسم العلمي Ceyx websteri)، نوع من مخيط الماء وينتمي إلى فصيلة رفرافيات. موطنه بابوا غينيا الجديدة. موائله الطبيعية أراضي الغابات الرطبة المنخفضة الشبه الاستوائية أو المدارية، والأنهار، والبحيرات (ولاية) العذبة، والمستنقعات ذات الماء العذب. وهي مهددة بفقد موائلها الطبيعية.